# Albarracín
Albarracín là một đô thị trong tỉnh Teruel, Aragon, Tây Ban Nha.

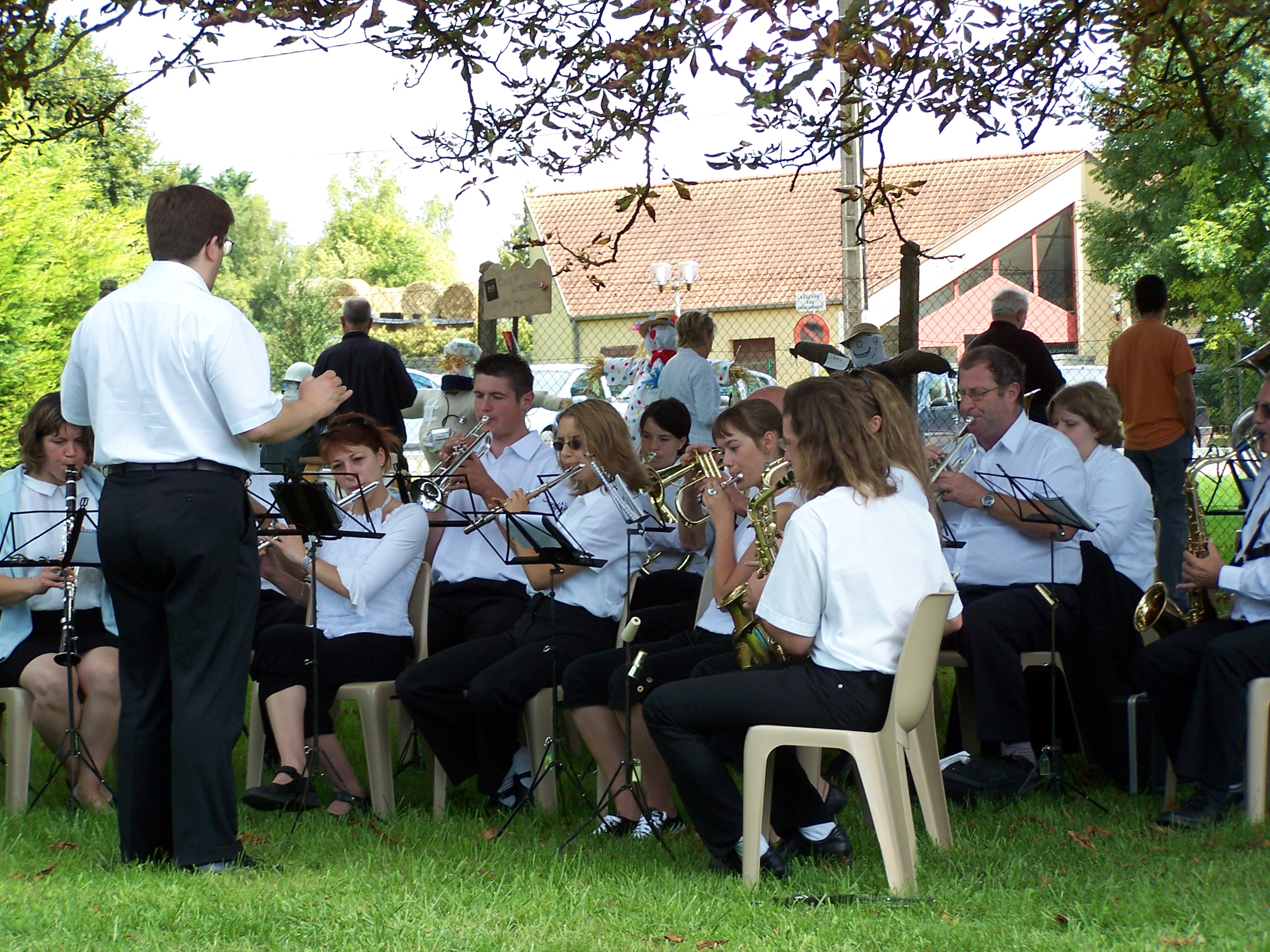
A Cottage The Town of Albarracín